# Радзивилл, Николай (1751—1811)
Князь (Миколай) Николай Радзивилл (1751—1811) — государственный и военный деятель Великого княжества Литовского, генерал-майор Литовской Армии.
Сын Станислава Радзивилла и Каролины Поцей, (1732—1776), дочери воеводы трокского Александра Поцея (ум. 1770) и Терезы Войны-Ясенецкой.
Командир полка конной гвардии Войск Литовских.
Награждён орденами Белого Орла (1792) и Святого Губерта (Бавария).
Жена — графиня Францишка Бутлер (1767—1811). Дети:
- Кароль (1787—1844)
- Михаил (1791—1849)
- Францишек (1800—1840)
- Николай (1801—1853).